# Maria Grazia Cutuli
Maria Grazia Cutuli (26 octobre 1962 - 19 novembre 2001) est une journaliste italienne  assassinée en Afghanistan en 2001.

## Biographie
À partir de 1997, elle travaille pour le quotidien Corriere della Sera. Le 13 septembre 2001, elle est envoyée en mission en Afghanistan pour couvrir l'invasion militaire américaine à la suite des attaques terroristes du 11 septembre 2001. Le 19 novembre suivant, elle est assassinée entre les villes de Jalalabad et de Kaboul avec trois autres journalistes: l'envoyé spécial d'El Mundo Julio Fuentes et deux correspondants de l'agence Reuters, l’Australien Harry Burton et l’Afghan Azizullah Haidari. Ce même jour, son dernier article est paru dans le quotidien Corriere della Sera : un gisement de gaz neurotoxique dans la base d'Oussama. Maria Grazia  Cutuli est la première  journaliste italienne à être assassinée en reportage pendant la guerre en Afghanistan en 2001.
Un procès en Afghanistan aboutit à une condamnation à mort de trois personnes, membres des Talibans. La famille Cutuli s'est toujours opposée à l'application de la peine de mort aux meurtriers de Maria Grazia. Le 15 novembre 2018, la peine de 24 ans d'emprisonnement de deux accusés a été confirmée en appel. 
En hommage, une école primaire à Hérat en Afghanistan porte son nom.